# Fred Weldon Leslie
Fred Weldon Leslie dr. (Ancón, Panama, 1951. december 19. –) amerikai űrhajós.

## Életpálya
1974-ben az University of Texas (Austin) keretében mérnöki oklevelet szerzett. 1977-ben az University of Oklahoma keretében meteorológiából doktorált. 1979-ben megvédte doktori diplomáját. 1980-tól a NASA és a Marshall Space Flight Center (MSFC) tudományos kutatója. Kereskedelmi pilótaként több mint 900 órát repült. Ejtőernyősként egy 200 fős csoportos, szabadesésű ugrásban világcsúcstartó. 1983-tól társ- kutató a Geofizikai Fluid Flow Cell programban. A program első alkalommal  Spacelab–3, majd az USML–2) kutatási része volt. Szakfolyóiratban 27 alkalommal publikált, 45 konferencián tartott előadást és 9 NASA jelentést készített a folyékony dinamikájából. 1987-ben vezetője lett a Fluid Dynamics Branch laboratóriumnak. Tudósként tagja volt az STS–47 támogató (tanácsadó, problémamegoldó) csapatának.
1994. június 20-tól a Lyndon B. Johnson Űrközpontban részesült űrhajóskiképzésben. Egy űrszolgálata alatt összesen 15 nap, 21 óra, 52 perc, 21 másodpercet (382 óra) töltött a világűrben. Űrhajós pályafutását 1995. november 5-én fejezte be.

## Űrrepülések
STS–73 a Columbia űrrepülőgép küldetés Spacelab (USML–2) specialistája. A 2. amerikai mikrogravitációs laboratóriumot szállította. Az út során 12 órás időtartamokban 2-2 űrhajós dolgozott a laboratóriumban. A misszió összpontosított az anyagtudomány, a biotechnológia, az égés tudomány, a fizika a folyadékok, és számos tudományos kísérlet végrehajtására. Első űrszolgálata alatt összesen 15 nap, 21 óra, 52 perc, 21 másodpercet (382 óra) töltött a világűrben. 10 600 000 kilométert (6 600 000 mérföldet) repült, 255 alkalommal kerülte meg a Földet.